# Manu Diaz
Manu Diaz, né le 18 janvier 1955 à Brignoles (Var), est un ancien joueur de rugby à XV français reconverti entraîneur qui évoluait au poste de pilier gauche au sein de l'effectif du Rugby club toulonnais (1,81 m pour 100 kg).

## Carrière

### Joueur
- 1975-1989 : RC Toulon

### Entraîneur
- 1995-1996 : RC Toulon
- 1996-1998 : Rugby club Châteaurenard
- 1998-1999 : Union sportive seynoise
- 11/1999-2002 : RC Toulon (associé successivement à Philippe Sauton, Éric Dasalmartini et Michel Bonnus)
- La Valette

### Dirigeant
En 2024, il est candidat pour intégrer le comité directeur de la Ligue régionale Provence Alpes Côte d'Azur de rugby, en deuxième position sur la liste mené par Patrice Blachère, co-président de l'association du Rugby club toulonnais. La liste du président sortant, Sébastien Rizza, remporte l'élection avec 61,21 % des suffrages exprimés mais Manu Diaz intègre tout de même le comité directeur au sein des sept places attribuées à la liste défaite.

## Palmarès

### Joueur
Avec le RC Toulon
- Challenge Yves du Manoir :
  - Finaliste (1) : 1983
- Championnat de France de première division :
  - Champion (1) : 1987
  - Vice-champion (2) : 1985 et 1989

### Entraîneur
- Championnat de France de Pro D2 : 
  - Vice-Champion (1) : 2001